# Transtorno de personalidade narcisista
Transtorno de personalidade narcisista (TPN) (português brasileiro) ou Perturbação narcísica da personalidade (PNP) (português europeu), é um transtorno de personalidade catalogado no Manual Diagnóstico e Estatístico de Transtornos Mentais – DSM-IV. caracterizada por sentimentos exagerados de autoimportância, uma necessidade excessiva de admiração, e uma falta de compreensão dos sentimentos dos outros. As pessoas afetadas muitas vezes passam muito tempo pensando em alcançar poder ou sucesso ou sobre sua aparência. Eles, muitas vezes, se aproveitam das pessoas a seu redor. O comportamento normalmente começa na idade adulta, e ocorre em uma variedade de situações
A causa do transtorno da personalidade narcisista é desconhecida. O diagnóstico é feito por um profissional de saúde entrevistando a pessoa em questão. A condição precisa ser diferenciada de Mania e Transtornos mentais e comportamentais devidos ao uso de substância psicoativa.
A terapia é muitas vezes difícil, pois as pessoas com o distúrbio, frequentemente, não consideram ter um problema. Acredita-se que cerca de 1% das pessoas sejam afetadas em algum momento de sua vida. Parece ocorrer mais frequentemente em homens que mulheres, e afeta mais jovens que as pessoas mais velhas. A personalidade foi descrita pela primeira vez em 1925, por Robert Waelder, enquanto o nome atual da condição entrou em uso em 1968.

## Sinais e sintomas
As pessoas com transtorno de personalidade narcisista são caraterizadas por grandiosidade persistente, necessidade excessiva de admiração, e um desdém e falta de empatia para com outros. Esses indivíduos, geralmente, apresentam arrogância, um sentimento de superioridade, e comportamentos de busca por poder. O transtorno de personalidade narcisista é diferente de ter um forte senso de autoconfiança; as pessoas com TPN, geralmente, se valorizam sobre outras na medida em que ignoram os sentimentos e desejos dos outros e esperam ser tratados como superiores, independentemente de status ou conquistas reais. Além disso, as pessoas com TPN podem exibir egos frágeis, uma incapacidade de tolerar a crítica e uma tendência a desprezar outros na tentativa de validar sua própria superioridade.
De acordo com o DSM-5, indivíduos com TPN apresentam a maioria ou todos os seguintes sintomas, normalmente sem qualidades nem realizações compatíveis:
1. Grandiosidade com expetativas de tratamento superior aos outros;
2. Fixação por fantasias de poder, sucesso, inteligência, atratividade, etc.;
3. Autopercepção de ser único, superior e associado a pessoas e instituições de alto statu;
4. Necessidade constante de admiração pelos outros;
5. Senso de direito a tratamento especial e a obediência de outros;
6. Exploração de outros para obter ganho pessoal;
7. Falta de interesse em simpatizar com os sentimentos, desejos ou necessidades dos outros;
8. Intensamente invejoso dos outros e a crença de que outros também têm inveja deles;
9. Atitude pomposa e arrogante.

Um fator importante que colabora para a dificuldade dos diagnósticos é que a patologia frequentemente acontece de forma concomitante com outros transtornos de personalidade do tipo dramático (Grupo B).
TPN geralmente se desenvolve na adolescência ou início da idade adulta. Não é incomum que crianças e adolescentes exibam alguns traços semelhantes ao TPN, mas estes são tipicamente transitórios, sem atender aos critérios completos para o diagnóstico. Os verdadeiros sintomas de TPN são penetrantes, aparentes em várias situações e rígidos, permanecendo consistente ao longo do tempo. Os sintomas devem ser suficientemente severos para prejudicar significativamente a capacidade do indivíduo de desenvolver relacionamentos significativos com os outros. Os sintomas também geralmente prejudicam a capacidade de um indivíduo operar no trabalho, na escola ou noutras configurações importantes. De acordo com o DSM-5, esses traços devem diferir substancialmente das normas culturais para se qualificarem como sintomas de TPN.
O transtorno é marcado por um comportamento dramático e emotivo, bem como um comportamento extremamente egocêntrico, o que o coloca na mesma categoria dos transtornos borderline e antissocial.
Além desses sintomas, quem sofre do transtorno pode ter atitudes arrogantes e buscar poder de várias formas (reputação, status, prestígio, etc.). Os sintomas do transtorno de personalidade narcisista não raro são similares aos traços de personalidade de pessoas com boa autoestima e confiança; a diferença ocorre quando as estruturas psicológicas subjacentes a esses traços são consideradas patológicas. Os narcisistas se dão um elevado valor e comumente se veem como essencialmente melhores que os outros, quando na realidade têm uma autoestima frágil, lidam mal com críticas. Frequentemente, eles tentam compensar essa fragilidade interior por meio de ataques aos outros que funcionam como elogios a si mesmos: maledicência com o objetivo de se promover.
Outro sintoma é a falta de empatia, e o narcisista não consegue compreender o sentimento alheio. Em vez de se comportar de um modo que demonstra como eles se sentem, eles se comportam como acham que deveriam ou, pior, de modo a conseguir atenção.
Uma pesquisa americana encontrou coocorrência entre transtorno de personalidade narcisista e outros problemas, especialmente no caso de homens: abuso de substâncias como álcool e drogas, distúrbios emocionais, ansiedade crônicas, transtorno bipolar, transtorno de estresse pós-traumático, transtorno esquizoide e limítrofe, dentre outros.

### Características associadas
As pessoas com TPN tendem a exagerar suas habilidades e realizações, bem como seu nível de intimidade com as pessoas que consideram ser de alto status. O seu senso de superioridade pode levá-los a monopolizar conversas e tornar-se impaciente ou desdenhoso quando os outros falam sobre si mesmos. No decorrer de uma conversa, eles podem propositadamente ou inconscientemente depreciar ou desvalorizar a outra pessoa ao super-enfatizar seu próprio sucesso. Quando eles estão conscientes de que suas declarações prejudicaram alguém, eles tendem a reagir com desprezo e a vê-lo como um sinal de fraqueza. Quando seu próprio ego é ferido por uma crítica real ou percebida, sua raiva pode ser desproporcional à situação, mas, tipicamente, suas ações e respostas são deliberadas e calculadas. Apesar das ocasionais crises de insegurança, sua autoimagem é essencialmente estável (ou seja, super-inflada).
Na medida em que as pessoas são patologicamente narcisistas, elas podem ser controladoras, ênfase em culpar aos outros, auto-absorvidas, intolerantes às opiniões dos outros, desconhecem as necessidades dos outros, os efeitos de seu comportamento sobre os outros e insistem em que outros os vejam como desejam ser vistos. Os indivíduos narcisistas usam várias estratégias para proteger o eu à custa dos outros. Eles tendem a desvalorizar, derrogar, insultar, culpar os outros e muitas vezes respondem a comentários ameaçadores com raiva e hostilidade. Uma vez que o ego frágil dos indivíduos com TPN é hipersensível à crítica ou à derrota percebida, eles são propensos a sentimentos de vergonha, humilhação e inutilidade em incidentes menores ou mesmo imaginados. Eles geralmente mascaram esses sentimentos de outros com humildade fingida, isolando socialmente ou podem reagir com explosões de raiva, para desafiar outros ou por vingança. A fusão do "autoconceito inflado" e do "eu real" é visto na grandiosidade inerente do transtorno de personalidade narcisista. Também inerentes a este processo estão os mecanismos de defesa de negação, idealização e desvalorização.
De acordo com o DSM-5, "Muitos indivíduos altamente bem sucedidos apresentam traços de personalidade que podem ser considerados narcisistas. Somente quando esses traços são inflexíveis, mal-adaptados, persistentes e causam comprometimento funcional significativo ou distúrbio subjetivo é que então constituem transtorno de personalidade narcisista". Embora o excesso de confiança tende a tornar os indivíduos com TPN ambiciosos, isso por si só não os conduzem necessariamente ao sucesso e à alta realização profissionalmente. Esses indivíduos talvez não estejam dispostos a competir ou podem se recusar a assumir quaisquer riscos para evitar aparecer como uma falha. Além disso, sua incapacidade de tolerar contratempos, desentendimentos ou críticas, além de falta de empatia, torna difícil para esses indivíduos trabalharem em cooperação com outros ou manter relacionamentos profissionais de longo prazo com superiores e colegas.

## Causas e mecanismos
A causa desse distúrbio é desconhecida. Os especialistas tendem a aplicar um modelo biopsicossocial de causalidade, o que significa que uma combinação de fatores ambientais, sociais, genéticos e neurobiológicos provavelmente podem desempenhar um papel.

### Genética
Há evidências de que o transtorno de personalidade narcisista é hereditário e os indivíduos são muito mais propensos a desenvolver o TPN se tiverem um histórico familiar do transtorno. Estudos sobre a ocorrência de transtornos de personalidade em gêmeos determinaram que há uma herdabilidade moderada a alta para o transtorno.

### Ambiente
Considera-se que fatores ambientais e sociais têm uma influência significativa no início do TPN. Em algumas pessoas, o narcisismo patológico pode se desenvolver a partir de um apego deficiente para com seus cuidadores primários, geralmente seus pais. Isso pode resultar na percepção da criança de si mesmo como sem importância e sem conexão com os outros. A criança geralmente acredita que eles têm algum defeito de personalidade que o torna desvalorizado e indesejado. São considerados fatores contribuintes os pais excessivamente indulgentes, permissivos, bem como os insensíveis e excessivamente controladores.
De acordo com Groopman e Cooper (2006), vários fatores possíveis foram identificados por vários pesquisadores como sendo promotores do desenvolvimento de TPN:
- Um temperamento (traços de personalidade) supersensível desde o nascimento.
- Admiração excessiva que nunca é equilibrada com uma reação realista.
- Elogios excessivos por bons comportamentos ou críticas excessivas por maus comportamentos na infância.
- Super indulgência e sobreavaliação por pais, outros membros da família ou colegas.
- Ser elogiado por aparências ou habilidades excepcionais percebidas por adultos.
- Abuso emocional grave na infância.
- Cuidados imprevisíveis ou pouco confiáveis dos pais.
- Aprendizado de comportamentos manipuladores de pais ou colegas.
- Estimado pelos pais como um meio de regular sua própria auto-estima.

Acredita-se que os elementos culturais influenciam a prevalência de TPN, já que seus traços foram mais comuns nas sociedades modernas do que nas tradicionais.

## Diagnóstico

### DSM-5
A formulação do Transtorno de personalidade narcisista no Diagnostic and Statistical Manual of Mental Disorders, (DSM-IV-TR) da na Associação Americana de Psiquiatria foi criticado por não ter descrito o alcance e a complexidade do transtorno. Os críticos disseram que se concentra excessivamente em "padrões interpessoais externos, sintomáticos ou sociais do indivíduo narcisista", à custa de... complexidade interna e sofrimento individual ", o que fez argumentaram ter reduzido a utilidade clínica da formulação.
O Personality and Personality Disorders Work Group propôs originalmente a eliminação do TPN como uma desordem distinta noem DSM-5 como parte de uma grande reforma dos critérios diagnósticos para transtornos de personalidade, substituindo uma abordagem categórica por uma abordagem dimensional baseada na gravidade dos domínios de traços de personalidade disfuncionais. Alguns clínicos se opuseram a isso, caracterizando o novo sistema de diagnóstico como um "conglomerado pesado de modelos diferentes que não podem coexistir felizmente" e podendo ter uma utilidade limitada na prática clínica.

### ICD-10
O International Statistical Classification of Diseases and Related Health Problems da Organização Mundial da Saúde (OMS), lista o Transtorno da personalidade narcisista sob "Outros distúrbios específicos da personalidade". É um requisito do ICD-10 que o diagnóstico de qualquer transtorno de personalidade específico também satisfaça um conjunto de critérios gerais de transtorno de personalidade.

### Subtipos
Embora o DSM-5 considere o Transtorno da personalidade narcisista como uma síndrome homogênea, há evidências de variações em sua expressão. Em um artigo de 2015,  são sugeridas duas principais apresentações de narcisismo, um subtipo "aberto" ou "grandioso", caracterizado por grandiosidade, arrogância e audácia, e um subtipo "secreto" ou "vulnerável" caracterizado pela defensividade e hipersensibilidade. Aqueles com "grandiosidade narcisista" expressam comportamento "através de atos de exploração interpessoal, falta de empatia, inveja intensa, agressão e exibicionismo".
O psiquiatra Glen Gabbard descreveu o subtipo, que ele mencionou como o subtipo "inconsciente" como grandioso, arrogante e "casca grossa". O subtipo de "vulnerabilidade narcisista" implica (em um nível consciente) "desamparo, vazio, baixa auto-estima e vergonha, que pode ser expressado no comportamento como sendo socialmente evasivo em situações em que sua auto-apresentação não é possível então eles se afastam, ou a aprovação que eles precisam/esperam não está sendo atendida". Gabbard descreveu este subtipo, o qual ele se referiu como o subtipo "hipervigilante" como sendo facilmente magoado, hipersensível e envergonhado. Além disso, uma apresentação "de alto funcionamento", onde há menos comprometimento nas áreas de vida, é sugerido que aqueles com uma expressão mais severa da desordem tipicamente têm dificuldades.
Herbert Alexander Rosenfeld (1987) diferenciou pacientes narcisistas "de pele fina" e "de pele grossa", os últimos são caracterizados por auto-confiança marcante, grandiosidade e insensibilidade apesar de comportamento superficialmente cativante, os "de pele fina" no entanto, apresentam extrema sensibilidade a qualquer tipo de crítica ou ameaça à sua auto-estima; este agrupamento foi confirmando por outros profissionais e por pesquisas empíricas.
Russ e colaboradores (2008) descreveram três tipos: grandioso-maligno, frágil e o de alto funcionamento/exibicionista.
Theodore Millon sugeriu cinco subtipos de narcisismo. No entanto, existem poucas variantes puras de qualquer subtipo, e os subtipos não são reconhecidos no DSM ou ICD.
| Subtipo                   | Descrição                                         | Traços de personalidade |
| ------------------------- | ------------------------------------------------- | --- |
| Narcisista sem princípios | Inclui características antissociais.              | Consciência deficiente; sem escrúpulos, amoral, desleal, fraudulento, enganoso, arrogante, explorador; vigarista e charlatão; dominador, desdenhoso, vingativo. |
| Narcisista amoroso        | Inclui características histriônicas .             | Sexualmente sedutor, tentador; astuto e inteligente; não tem real interesse em contato íntimo; se entrega aos desejos hedonistas; enganador; mentiroso patológico e escravagista. Tende a ter muitos assuntos, muitas vezes com parceiros exóticos.                    |
| Narcisista compensatório  | Inclui características negativísticas e evitantes | Procura contrariar ou cancelar profundos sentimentos de inferioridade e falta de auto-estima; Reduz os deficits criando ilusões de ser superior, excepcional, admirável, digno de nota; Resultados de autoavaliação de auto-aprimoramento.                             |
| Narcisista elitista       | Variante de padrão puro                           | Sente-se privilegiado e capacitado em virtude do status especial na infância e pseudo-realizações; a fachada tem pouca relação com a realidade; procura vida favorecida e boa; cultiva status especial e vantagens por associação.                                     |
| Narcisista normal         | Ausência dos traços dos outros quatro             | Menos grave e mais interpessoal e empático, ainda alto senso de importância e deficiente em reciprocidade; audacioso nos ambientes, autoconfiante, competitivo, busca metas altas, se sente único; talento em posições de liderança; espera reconhecimento dos outros. |

Possíveis categorias adicionais não citadas pela atual teoria de Millon podem incluir:
| Subtipo                | Descrição                                                  | Traços de personalidade |
| ---------------------- | ---------------------------------------------------------- | --- |
| Narcisista fanático    | Inclui características paranoicas                          | delírios de grandeza são irracionais e frágeis; pretensioso, desprezo e arrogância para com outros; o orgulho perdido é reestabelecido com reivindicações e fantasias extravagantes. |
| Narcisista hedonístico | Mistura dos quatro subtipos iniciais de Millon             | Hedonista e auto-enganoso, se esquiva da responsabilidade e culpa que é transferida aos outros; Idiossincrático, muitas vezes autobiográfico, orgulhoso de pequenas peculiaridades e conquistas, aversão ao conflito e sensível à rejeição; Procrastinativo, auto-destrutivo, avolitivo, ruminantemente introspectivo; o mais propenso a criar fantásticos mundos internos que substituem a vida social |
| Narcisismo maligno     | Inclui características antissociais, sádicas e paranoicas. | Destemido, sem culpa, sem remorsos, calculista, cruel, desumano, brutal, rancoroso, agressivo, impiedoso, vingativo; odioso e ciumento; Antecipa a traição e busca a punição; deseja vingança; foi isolado e é potencialmente suicida ou homicida. |

Embora os critérios diagnósticos do DSM-5 para o Transtorno de Personalidade Narcisista (NPD) tenham sido considerados homogêneos, existem vários subtipos usados para a classificação do NPD. Há pouco consenso sobre quantos subtipos existem, mas há ampla aceitação de que existem pelo menos dois: narcisismo grandioso ou explícito, e narcisismo vulnerável ou encoberto. No entanto, nenhum dos subtipos de NPD é reconhecido no DSM-5 ou na CID-11.

### Subtipos empiricamente verificados
Algumas pesquisas indicaram a existência de três subtipos de NPD, que podem ser distinguidos por critérios de sintomas, comorbidades e outros critérios clínicos. São eles:
Grandioso/explícito: o grupo exibe grandiosidade, senso de direito, exploração e manipulação interpessoal, busca por poder e controle, falta de empatia e remorso, e marcada irritabilidade e hostilidade. Este grupo foi notado por altos níveis de comorbidade com transtornos de personalidade antissocial e paranoide, abuso de substâncias, externalização, desemprego e maior probabilidade de violência. É importante notar que Russ et al. observaram que este grupo "não parece sofrer de sentimentos subjacentes de inadequação ou ser propenso a estados afetivos negativos além da raiva", uma observação corroborada por pesquisas recentes que encontraram associações inversas fortes com características depressivas, ansiosas-evitativas e dependentes/vitimizadas.
Vulnerável/encoberto: esta variante é definida por sentimentos de vergonha, inveja, ressentimento e inferioridade (ocasionalmente "mascarados" por arrogância), senso de direito, crença de que se é incompreendido ou subestimado, e reatividade excessiva a desprezos ou críticas. Esta variante está associada a níveis elevados de neuroticismo, sofrimento psicológico, depressão e ansiedade. De fato, pesquisas recentes sugerem que o narcisismo vulnerável é principalmente o produto de níveis disfuncionais de neuroticismo. O narcisismo vulnerável às vezes é comórbido com diagnósticos de transtornos de personalidade esquiva, borderline e dependente.
De alto funcionamento/exibicionista: Um terceiro subtipo para classificar pessoas com NPD, inicialmente teorizado pelo psiquiatra Glen Gabbard, é denominado de alto funcionamento ou exibicionista. Esta variante foi descrita como "narcisistas de alto funcionamento [que] eram grandiosos, competitivos, buscadores de atenção e sexualmente provocativos; tendiam a mostrar funcionamento adaptativo e utilizar seus traços narcisistas para ter sucesso." Este grupo foi encontrado com relativamente poucos problemas psicológicos e altas taxas de transtorno de personalidade obsessivo-compulsiva, com perfeccionismo excessivo apontado como uma causa potencial para seu comprometimento.

### Outros
Oblívio/hipervigilante: Glen Gabbard descreveu dois subtipos de NPD em 1989, posteriormente referidos como equivalentes aos subtipos grandioso e vulnerável. O primeiro foi o subtipo "oblívio" de narcisista, equivalente ao subtipo grandioso. Este grupo foi descrito como sendo grandioso, arrogante e de pele grossa, enquanto também exibia traços de personalidade de desamparo e vazio emocional, baixa autoestima e vergonha. Esses traços foram observados em pessoas com NPD como comportamentos socialmente evitativos em situações onde a autoapresentação é difícil ou impossível, levando à retirada de situações onde a aprovação social não é dada.
O segundo subtipo descrito por Gabbard foi denominado "hipervigilante", equivalente ao subtipo vulnerável. Pessoas com este subtipo de NPD foram descritas como tendo sentimentos facilmente feridos, um temperamento hipersensível e sentimentos persistentes de vergonha.
Narcisismo comunal: Um quarto tipo é o narcisista comunal. O narcisismo comunal é uma forma de narcisismo que ocorre em ambientes grupais. É caracterizado por um senso inflado de importância e uma necessidade de admiração dos outros. Em relação ao narcisista grandioso, um narcisista comunal é arrogante e automotivado, e compartilha o senso de direito e grandiosidade. No entanto, o narcisista comunal busca poder e admiração no âmbito comunitário. Eles se veem como altruístas, santos, carinhosos, prestativos e calorosos. Indivíduos que exibem narcisismo comunal frequentemente buscam posições de poder e influência dentro de seus grupos.

#### Subtipos de Masterson (exibicionista e encoberto)
Em 1993, James F. Masterson propôs dois subtipos para o narcisismo patológico: exibicionista e encoberto. Ambos falham em desenvolver adequadamente um self apropriado para a idade e fase devido a defeitos na qualidade do cuidado psicológico fornecido, geralmente pela mãe. Uma pessoa com narcisismo exibicionista é semelhante ao NPD descrito no DSM-IV e difere do narcisismo encoberto de várias maneiras. Uma pessoa com narcisismo encoberto é mais provável de ser descrita como tendo uma autoimagem deflacionada e inadequada e maior consciência do vazio interior. Uma pessoa com narcisismo exibicionista seria descrita como tendo uma autoimagem inflada e grandiosa com pouca ou nenhuma consciência de sentimentos de vazio. Tal pessoa assumiria que sua condição é normal e que os outros são como ela. Uma pessoa com narcisismo encoberto é descrita como buscando aprovação constante dos outros e parece semelhante àquelas com transtorno de personalidade borderline na necessidade de agradar os outros. Uma pessoa com narcisismo exibicionista busca admiração perfeita o tempo todo dos outros.

#### Narcisismo maligno
O narcisismo maligno, um termo cunhado pela primeira vez no livro de 1964 de Erich Fromm, The Heart of Man: Its Genius for Good and Evil, é uma síndrome que consiste em uma combinação de NPD, transtorno de personalidade antissocial e traços paranoides. Uma pessoa com narcisismo maligno foi descrita como obtendo níveis mais altos de gratificação psicológica com conquistas ao longo do tempo, suspeitando-se que isso piore o transtorno. Como uma pessoa com narcisismo maligno se envolve mais em gratificação psicológica, suspeitava-se que fosse um fator de risco para o desenvolvimento de transtornos de personalidade antissocial, paranoide e esquizoide. O termo maligno é adicionado ao termo narcisista para indicar que indivíduos com este transtorno têm uma forma grave de transtorno narcisista que também é caracterizada por traços de paranoia, psicopatia (comportamentos anti-sociais), agressão e sadismo.

#### Demarcação histórica dos tipos grandioso e vulnerável
Ao longo dos anos, muitos clínicos e teóricos descreveram duas variantes de NPD semelhantes às expressões grandiosa e vulnerável do traço narcisista. Alguns exemplos incluem:
|                            | Fenótipo Grandioso       | Tipos Vulneráveis         |
| -------------------------- | ------------------------ | ------------------------- |
| Kohut & Wolf (1978)        | Faminto por espelhamento | Faminto por idealização   |
| Broucek (1982)             | Egoísta                  | Dissociativo              |
| Rosenfeld (1987)           | De pele grossa           | De pele fina              |
| Gabbard (1989, 1998, 2009) | Oblívio                  | Hipervigilante            |
| Gersten (1991)             | Excessivamente grandioso | Excessivamente vulnerável |
| Wink (1992)                | Voluntarioso             | Hipersensível             |
| Masterson (1993)           | Exibicionista            | Encoberto                 |
| Fiscalini (1993)           | Criança especial         | Criança envergonhada      |
| Cooper e Maxwell (1995)    | Empoderado               | Desempoderado             |

### Comorbididade
TPN tem uma alta taxa de comorbidade com outros transtornos mentais. Os indivíduos com TPN são propensos a episódios de depressão, muitas vezes cumprindo critérios para transtornos coocorrentes. Além disso, o TPN está associado a distúrbios bipolares, anorexia e distúrbios por uso de substâncias, especialmente cocaína. No que diz respeito a outros distúrbios de personalidade, TPN pode estar associado a transtornos histriônico, borderline, antisocial e paranoicos.

## Avaliação e triagem

### Inventário de Personalidade Narcisista
Os fatores de risco para o Transtorno de Personalidade Narcisista (TPN) e seus subtipos grandioso/explícito e vulnerável/oculto são medidos usando o inventário de personalidade narcisista, uma ferramenta de avaliação originalmente desenvolvida em 1979, que passou por várias iterações com novas versões em 1984, 2006 e 2014. Ele captura principalmente o narcisismo grandioso, mas também parece capturar elementos de vulnerabilidade. Um modelo popular de três fatores sugere que o narcisismo grandioso é avaliado por meio das facetas Liderança/Autoridade e Grandiosidade/Exibicionismo, enquanto uma combinação de traços grandiosos e vulneráveis é indexada pela faceta Direito/Exploração.

### Inventário de Narcisismo Patológico
O Inventário de Narcisismo Patológico (PNI, na sigla em inglês) foi desenvolvido para medir flutuações nos estados de narcisismo grandioso e vulnerável, semelhante ao que é observado por alguns clínicos (embora a demonstração empírica desse fenômeno seja escassa). Embora tenha escalas tanto para "grandiosidade" quanto para vulnerabilidade, empiricamente, ambas parecem capturar principalmente o narcisismo vulnerável.
As escalas do PNI mostram associações significativas com comportamento parassuicida, tentativas de suicídio, ideação homicida e vários aspectos da utilização de psicoterapia.

### Inventário de Narcisismo dos Cinco Fatores
Em 2013, o Inventário de Narcisismo dos Cinco Fatores (FFNI, na sigla em inglês) foi definido como uma avaliação abrangente das expressões grandiosas e vulneráveis do traço de narcisismo. A escala mede 11 traços de narcisismo grandioso e 4 traços de narcisismo vulnerável, ambos correlacionados com avaliações clínicas de TPN (com características grandiosas como arrogância, fantasias grandiosas, manipulabilidade, direito e exploração mostrando relações mais fortes). Análises posteriores revelaram que o FFNI mede, na verdade, três fatores:
1. Extroversão Agência: um senso exagerado de autoimportância, fantasias grandiosas, busca por grandeza e aclamação, dominância social e autoridade, e conduta interpessoal exibicionista e charmosa.
2. Antagonismo Autocentrado: desdém pelos outros, direito psicológico, comportamento exploratório e manipulador, falta de empatia, raiva em resposta a críticas ou repreensões, desconfiança e busca por emoções.
3. Neuroticismo Narcisista: propensão à vergonha, hipersensibilidade e emocionalidade negativa a críticas e repreensões, e necessidade excessiva de admiração para manter a autoestima.

O narcisismo grandioso é uma combinação de agência e antagonismo, e a vulnerabilidade é uma combinação de antagonismo e neuroticismo. Os três fatores mostram associações diferenciais com variáveis clinicamente importantes. Traços de agência estão associados a alta autoestima, visão positiva dos outros e do futuro, vida autônoma e autêntica, comprometimento com o crescimento pessoal, senso de propósito na vida e satisfação com a vida. Traços neuróticos mostram exatamente a correlação oposta com todas essas variáveis, enquanto traços antagônicos mostram associações mais complexas; eles estão associados a uma visão negativa dos outros (mas não necessariamente de si mesmo), um senso de alienação do "verdadeiro eu", desinteresse no crescimento pessoal, relacionamentos negativos com os outros e todas as formas de agressão.

### Inventário Clínico Multiaxial de Millon
O Inventário Clínico Multiaxial de Millon (MCMI, na sigla em inglês) é outro teste diagnóstico desenvolvido por Theodore Millon. O MCMI inclui uma escala para narcisismo. O NPI e o MCMI foram considerados bem correlacionados. Enquanto o MCMI mede o transtorno de personalidade narcisista (TPN), o NPI mede o narcisismo como ele ocorre na população em geral; o MCMI é uma ferramenta de triagem. Em outras palavras, o NPI mede o narcisismo "normal"; ou seja, a maioria das pessoas que pontuam muito alto no NPI não têm TPN. De fato, o NPI não captura nenhum tipo de táxon de narcisismo, como seria esperado se ele medisse o TPN.
Um estudo de 2020 descobriu que as mulheres pontuaram significativamente mais alto em narcisismo vulnerável do que os homens, mas nenhuma diferença de gênero foi encontrada para o narcisismo grandioso.

## Prognóstico
A eficácia das intervenções psicoterapêuticas e farmacológicas no tratamento do TPN ainda não foram investigadas de forma sistemática e empiricamente. As diretrizes da prática clínica para o transtorno ainda não foram criadas e as recomendações atuais sobre o tratamento baseiam-se em modelos teóricos psicodinâmicos do TPN e as experiências de clínicos com indivíduos afligidos em contextos clínicos.
A presença de TPN em pacientes submetidos a psicoterapia para o tratamento de outros distúrbios mentais está associada a um menor progresso do tratamento e taxas de abandono mais elevadas.

## Epidemiologia
A prevalência ao longo da vida de TPN é estimada em 1% na população geral e 2% a 16% em populações clínicas. Uma revisão sistemática de 2010 encontrou que a prevalência de TPN está entre 0% a 6% em amostras comunitárias. Há uma pequena diferença de gênero, o TPN tem incidência ligeiramente maior entre homens do que em mulheres.
De acordo com uma meta-análise de 2015 que analisou as diferenças de gênero no TPN, recentemente houve um debate sobre um aumento percebido na prevalência do TPN entre as gerações mais jovens e entre as mulheres. No entanto, os autores descobriram que isso não se refletiu nos dados e que a prevalência permaneceu relativamente estável para ambos os sexos nos últimos 30 anos (quando os dados sobre o transtorno foram coletados pela primeira vez).

## Tratamento
O transtorno de personalidade narcisista raramente é o principal motivo para as pessoas que procuram tratamento de saúde mental. Quando as pessoas com TPN entram no tratamento, isso é tipicamente provocado por dificuldades de vida ou para buscar alívio para outra desordem, como transtorno depressivo maior, distúrbio por uso de substâncias, transtorno bipolar ou distúrbios alimentares. Isto é em parte porque os indivíduos com TPN geralmente têm um mau insight e falham em reconhecer que sua percepção e comportamento são inadequados e problemáticos devido à sua auto-imagem muito positiva.